# Conura femorata
Conura femorata är en stekelart som först beskrevs av Fabricius 1775.  Conura femorata ingår i släktet Conura och familjen bredlårsteklar. Inga underarter finns listade i Catalogue of Life.